# 高野裕美子
高野 裕美子（たかの ゆみこ、1957年 - 2008年2月10日）は、日本の小説家、翻訳家。
本名は長井裕美子。

## 略歴
北海道函館市出身。立教大学文学部卒業。
海外冒険小説の翻訳家を経る。2000年、『サイレント・ナイト』で第3回日本ミステリー文学大賞新人賞を受賞し、小説家としてデビューする。
2008年、クモ膜下出血で急逝。50歳没。

## 著作
- 『サイレント・ナイト』（光文社） 2000年3月、光文社文庫 2002年6月 - 第3回日本ミステリー文学大賞新人賞受賞作
- 『キメラの繭』（光文社） 2000年11月、光文社文庫 2004年2月
- 『九竜に昇る日は』（集英社） 2002年3月
- 『マリン・スノー』（新潮社） 2003年8月
- 『ベルーガの伝言』（毎日新聞社） 2003年12月
- 『朱雀の闇』（光文社） 2005年8月、光文社文庫 2008年8月
- 『神の箱舟』（小学館） 2006年9月
- 『ホット・スクランブル - 緊急発進』 （徳間書店） 2006年9月
- 『あの日の桜吹雪よりも』（毎日新聞社） 2007年4月

### 短編
- 「守護天使」（井上雅彦編、光文社文庫、異形コレクション『獣人』 2003年3月）に収録

## 翻訳
- 『デビル500応答せず』（スティーブン・クーンツ、冴木淳名義、講談社文庫） 1987年9月
- 『ミノタウロス』（スティーブン・クーンツ、講談社文庫） 1991年12月
- 『大包囲網』（スティーブン・クーンツ、講談社文庫） 1992年12月
- 『ザ・レッドホースマン』（スティーブン・クーンツ、講談社文庫） 1995年1月
- 『イントルーダーズ』（スティーブン・クーンツ、講談社文庫） 1996年7月
- 『撃墜王』（スティーブン・クーンツ、講談社文庫） 2000年11月
- 『柔らかい棘』（ベイン・カー、講談社文庫） 2002年3月
- 『カットアウト』上・下（フランシーヌ・マシューズ、新潮文庫） 2002年6月

ほか多数